# Лямбда Девы
Лямбда Девы (лат. λ Virginis, 100 Девы (лат. 100 Virginis), HD 125337 — кратная звезда в созвездии Девы на расстоянии приблизительно 187 световых лет (около 57,5 парсек) от Солнца. Возраст звезды определён как около 450 млн лет.

## Характеристики
Первый компонент (WDS J14191-1322Aa) — белая звезда спектрального класса A1V, или A2, или A3Vm, или Am. Визуальная звёздная величина звезды — +5,003m. Масса — около 2,76 солнечной, радиус — около 2,637 солнечного, светимость — около 20,84 солнечной. Эффективная температура — около 8130 K.
Второй компонент (WDS J14191-1322Ab) — белая звезда. Масса — около 2,43 солнечной, светимость — около 12,58 солнечной. Эффективная температура — около 8280 K. Орбитальный период — около 1,93 суток.
Третий компонент (WDS J14191-1322B) — белая Am-звезда спектрального класса Am. Визуальная звёздная величина звезды — +5,63m. Масса — около 1,77 солнечной. Орбитальный период — около 206,732 суток. Удален на 0,01 угловой секунды.
Четвёртый компонент — коричневый карлик. Масса — около 36,41 юпитерианской. Удалён в среднем на 1,997 а.е..